# Milan Šedivý
Milan Šedivý (* 25. května 1967) je bývalý český fotbalista, záložník.

## Fotbalová kariéra
Hrál za SK Dynamo České Budějovice, FC Union Cheb, AC Sparta Praha, znovu za SK Dynamo České Budějovice, SK Prostějov, SK Chrudim a SC Xaverov Horní Počernice. V lize odehrál 132 utkání. Se Spartou získal v sezóně 1996/1997 ligový titul.